# トリークルタルト
トリークルタルト (英語: Treacle tart) はイギリスの伝統的なデザートである。ペイストリーの一種で、トリークルと呼ばれる糖蜜シロップを用いる。非常に濃厚な菓子で、「激甘タルト」だと言われる。日本語では「糖蜜タルト」と呼ばれることもある。

## 製法
ショートクラスト生地に軽めのトリークル、つまり糖蜜の一種であるゴールデンシロップでできた濃いフィリング、パン粉、レモン汁またはゼストを加えて作る。現代のレシピでは、パン粉のかわりにアーモンドパウダーを使うこともある。熱い状態でも冷やした状態でも食べることができ、クロテッドクリームやアイスクリーム、カスタード、ホイップクリームなどのクリームを添えて食べる。フィリングに卵やクリームを使うレシピもある。

## 来歴
知られている中で最も古いこのデザートのレシピは、イングランドの著者メアリ・ジュウリーが19世紀末に料理本に記したものである。

## 類似する料理
トリークルブレッドはアイルランドでよく食べられている自家製パンで、ソーダブレッドに似ているがトリークルを使う。

## 文化的影響
コックニーライミングスラングで「トリークルタルト」は「恋人」("sweetheart")を意味する。
1968年のイギリスのファンタジー映画『チキ・チキ・バン・バン』にこのデザートが登場する。悪役のチャイルドキャッチャーが地下室から子供たちを誘い出そうとして、ただでトリークルタルトなどのお菓子をやると叫ぶところがある。
ハリー・ポッターシリーズにおけるハリーの好物はトリークルタルトで、ホグワーツ魔法魔術学校の宴会ではよく出てくる。

## 参考資料
- Treacle tart recipe by Heston Blumenthal from Times Online (Paid subscription required)
- Treacle tart recipe by Nigel Slater from The Guardian